# Champigneulles-en-Bassigny
 Champigneulles-en-Bassigny  es una población y comuna francesa, en la región de Champaña-Ardenas, departamento de Alto Marne, en el distrito de Chaumont y cantón de Bourmont.

## Demografía
| 94 | 100 | 93 | 77 | 76 | 58 |
| Para los censos de 1962 a 1999 la población legal corresponde a la población sin duplicidades (Fuente: INSEE [Consultar]) |     |    |    |    |    |